# Luis Espinoza (Altamirano)
Luis Espinoza es una localidad del estado mexicano de Chiapas. Es parte del municipio de Altamirano.

## Demografía
| Gráfica de evolución demográfica |
|                                  |

| Censo | Población |
| ----- | --------- |
| 1970  | 260       |
| 1980  | 318       |
| 1990  | 437       |
| 2000  | 620       |
| 2010  | 771       |
| 2020  | 1 064     |